# Фёдоров, Леонид Иванович
Леонид Иванович Фёдоров (4 ноября 1879, Санкт-Петербург — 7 марта 1935, Киров) — протопресвитер католической церкви, экзарх Апостольского экзархата католиков византийского обряда в России.
В 2001 году причислен к лику блаженных Католической церкви.

## Биография
Родился 4 ноября 1879 года в православной семье. Его отец владел рестораном «Малоярославец», разорился и рано умер; семью содержала мать. Леонид окончил гимназию и поступил в православную Санкт-Петербургскую духовную академию. На третьем курсе покинул академию. В 1902 года в Риме принял католичество.

### Учёба в Италии и Швейцарии
Продолжил образование в католических учебных заведениях — в иезуитской папской коллегии в Ананьи под Римом (1902—1907), и в коллегии De Propaganda fide в Риме (1908-1910).
После негативной реакции русской миссии при Ватикане на факт учёбы русского католика в итальянских учебных заведениях переехал в Швейцарию, где под именем Антонио Кремони завершил изучение богословия в доминиканском учебном заведении «Альбертинум» во Фрибуре (1908-1910). Писал о годах своего обучения в Италии:

Строгая регулярная жизнь, ясная, светлая умственная работа, жизнерадостные окружавшие меня товарищи, неиспорченные современной атеистической культурой, даже сам народ, живой, умный, пропитанный насквозь истинно христианской цивилизацией — всё это подняло меня на ноги и вдохнуло новую энергию. Здесь я горячо полюбил не только вообще народ, но и, в частности, наш русский народ, и сделать что-нибудь для бедного, смиренного русского народа-аскета стало необходимой потребностью.

С 1910 года — префект Научного института (Студион) во Львове.

### Священник
26 марта 1911 года в болгарской униатской церкви святой Троицы в Галате (Стамбул) архиепископ Михаил Миров рукоположил его в священники. Леонид Фёдоров был одним из сотрудников митрополита Андрея Шептицкого.
В 1913 году принял временные обеты в греко-католическом студитском монастыре, состоя в студитском «Скиту святого Иосифа» в Каменце с иноческим именем Леонтий. Под псевдонимами Д-р Леони и Кремони напечатал ряд богословских и исторических трудов в пражской Slavorum Litterae theoligicae и в Roma e l’Oriente в Гротта-Феррата.
В 1914 года вернулся в Россию, был арестован как секретарь митрополита Шептицкого и сослан в Тобольск.

### Экзарх русских католиков

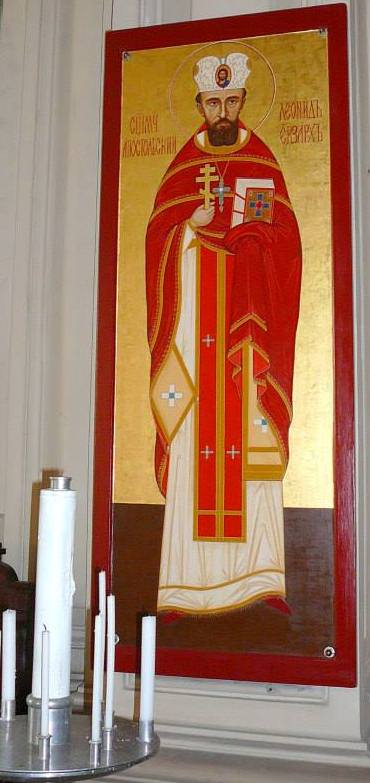
Икона Федорова в церкви св. Антония при Руссикуме

После Февральской революции ему было разрешено вернуться в Петроград, где он участвовал в Первом и учредительном соборе русских католиков, созванном митрополитом Андреем Шептицким c 28 по 31 мая 1917 года.
О своей задаче на этой должности он писал:

Прозелитизм и обращение отдельных лиц не должны составлять главной задачи нашей миссии, так как это мало поможет унии. Главной целью мы считаем распространение и популяризацию самой идеи Унии, распространение здравых идей о католичестве и сближение с православным духовенством. Не осветивши российскую тьму настоящим пониманием католичества, нечего и думать о крупных успехах. Путем прозелитизма можно приобрести тысячи душ, но эти тысячи будут только новым препятствием между нами и теми десятками миллионов, которые мы должны привести в «единое стадо». Поэтому, когда приходится нам выбирать между эфемерным успехом в приобретении новых душ и основными задачами миссии, мы, не колеблясь, жертвуем первыми для второй цели.

На Соборе были приняты конституционные положения правового, канонического статуса, определены направления церковно-государственных отношений, богослужебно-литургическая сторона и дисциплина таинств, сохранение чистоты обряда от латинизации, разработаны нормы поведения клира; всё это отразилось в соответствующих постановлениях. Временное правительство России признало решения Собора. Папа Бенедикт XV подтвердил правомочность действий Андрея Шептицкого 24 февраля 1921 года.
Назначение поставленного экзархом Апостольского экзархата протопресвитера Леонида Федорова, наделённого епископской властью с подчинением ему всех епархии в пределах Государства Российского за исключением епархий Малой и Белой Руси в их этнографических границах было утверждено Папой Бенедиктом XV 1 марта 1921 года. Служение Фёдорова проходило в трудных материальных условиях. В 1922 года он писал Шептицкому:

«Вашему покорнейшему слуге, экзарху российскому, протопресвитеру и протонотарию апостольскому» приходилось в 1918-19 гг. голодать до того, что тряслись руки и колени, и приходится до сих пор рубить и колоть дрова, ломать на дрова дома и заборы, быть молотобойцем в кузнице, возить тачки с поклажей и мусором, разрабатывать огороды и дежурить на них по ночам… Только милостью Божией могу я объяснить себе, что ещё не умер или не приведён в полную негодность, несмотря на анемию и подагрический ревматизм, который грызёт меня, как крыса старое дерево…
Служил настоятелем в храме Сошествия Святого Духа в Петрограде, под его начальством были основаны женский орден «Святого Семейства», «Община сестер Святого Духа», «Общество Иоанна Златоуста». Выступал с докладами, участвовал в диспутах с православными священнослужителями.
21 ноября 1922 году арестован, но сразу же освобождён. После закрытия католических храмов служил на квартирах.

## В тюрьмах, лагерях и ссылках

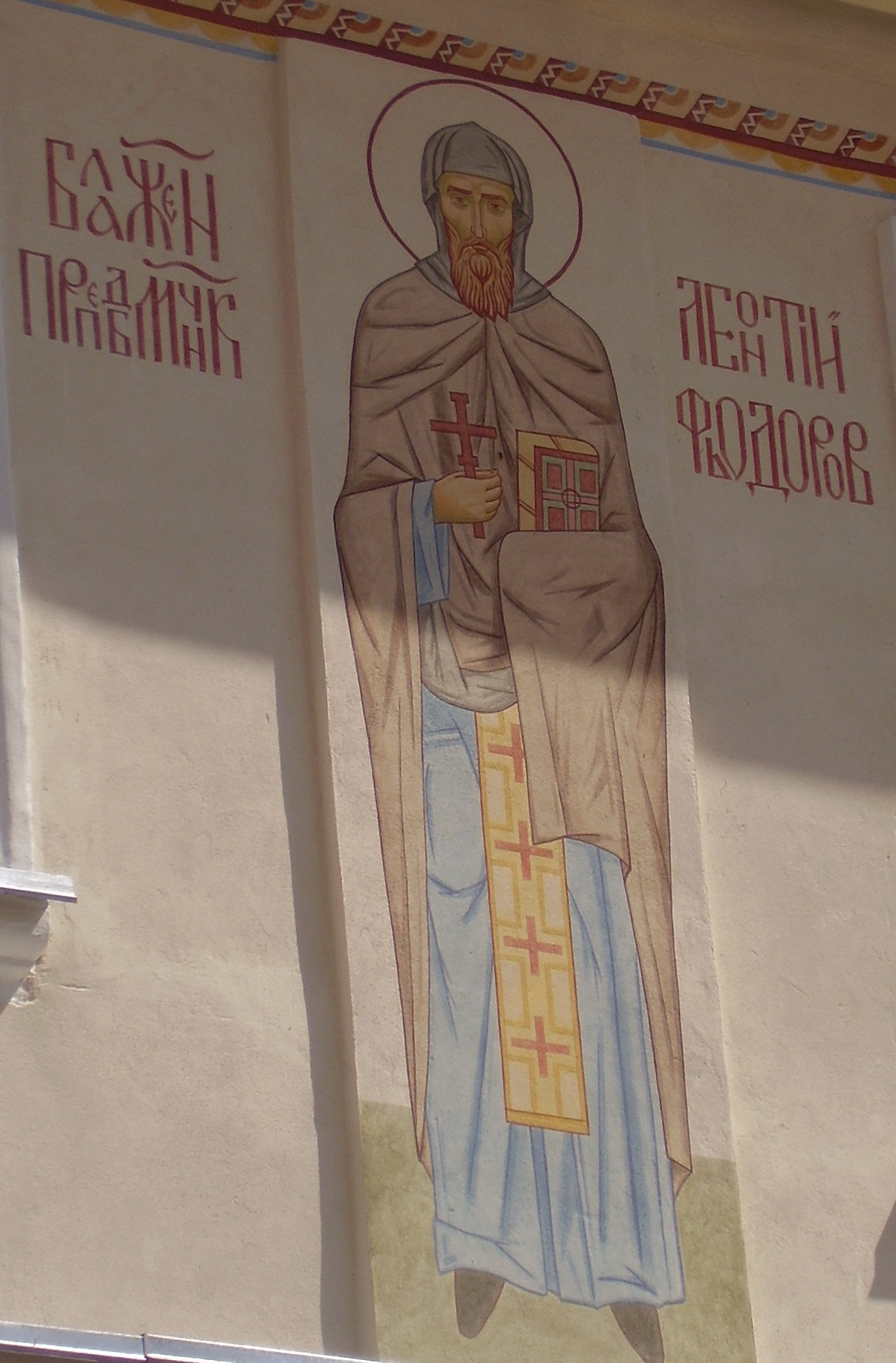
Леонид Федоров, настенная роспись в Уневской Лавре

Вновь арестован 23 февраля 1923 года. 7 марта писал митрополиту Шептицкому:

Если дело дойдёт до расстрелов, то жертвой, может быть, буду и я, чего мне, каюсь Вам, очень бы хотелось. Я убежден, что если прольется наша кровь… то это будет самый лучший фундамент Русской Католической Церкви, иначе мы будем не жить, а прозябать среди нашего темного, беспросветного, «советского» быта…
21 марта 1923 года был одним из подсудимых на процессе над католическими священнослужителями в Москве. Заявил, что «хотя мы и подчиняемся советской власти вполне искренно, но смотрим на неё как на наказание Божие за грехи наши». Был приговорён к десяти годам лишения свободы, срок заключения отбывал сначала в тюрьме в Сокольниках, затем в Лефортово.
В апреле 1926 года был освобождён с запрещением проживания в крупнейших городах. Жил в Калуге, летом выехал в Могилёв, где служил в местном храме. Писал о печальной судьбе католиков восточного обряда в СССР:

36 моих лучших прихожан опять сидят по тюрьмам и ссылкам. Среди них есть старушки 54 и 57 лет, да вдобавок ещё и больные. Не отличаются здоровьем и другие мои верные чада. Их ест цинга (Соловки и Сибирь), туберкулез и другие немощи; раскинуты они по всему пространству нашего необъятного отечества… Сидят, как говорится, ни за что ни про что, или, вернее, за то, что они русские католики. Но телесная их немощь с избытком покрывается божественной благодатью. Их редкие письма дышат такой ясностью духа, таким смирением перед волей Провидения, такой радостью за свои страдания во Христе, что мне остается только благодарить Бога и учиться у них христианской стойкости.

С 1926 года находился в юрисдикции епископа Пия Эжена Невё. Был арестован в Могилёве и приговорён к трём годам заключения за отъезд из Калуги без особого разрешения. В 1926—1929 годы находился в заключении в Соловецком лагере особого назначения. До запрета католических служб в декабре 1928 года ежедневно служил литургию у себя в камере, по воскресеньям и праздникам — в Германовской часовне. В январе 1929 у него были изъяты литургические принадлежности, но, несмотря на это, на Пасху 1929 года в лагере была совершена литургия по византийскому обряду. 9 июня 1929 года вместе с другими католическими священнослужителями был отправлен на остров Анзер, но уже в августе того же года освобождён ввиду окончания срока заключения.
Был отправлен в ссылку в Архангельскую область, где жил в деревне близ Пинеги. В 1931 находился под арестом в архангельской тюрьме за отказ от принудительных работ, затем освобождён и выслан в Котлас. В конце 1933 года был по ходатайству Екатерины Пешковой, работавшей в советском Политическом Красном Кресте, освобождён из ссылки с запрещением проживать в 12 крупных городах.

## Кончина
С января 1934 годы жил в Вятке, где и скончался. Епископ Невё писал после кончины экзарха Фёдорова:

Он подвергался гонениям и при царе, и при большевиках — по крайней мере тринадцать лет его жизни прошли в тюрьмах и ссылках. Это был высокообразованный человек, благочестивый молитвенник. С одной доминиканской монахиней я послал ему книги, лекарства, вещи, которые он у меня просил, и немного денег: моя посланница уехала 19 марта, а 21 марта я узнал о смерти экзарха; смелая доминиканка нашла только его могилу на кладбище и по возвращении передала мне подробности о последних часах прелата: он мирно уснул, прекрасно понимая, что умирает.

## Беатификация
27 июня 2001 года во время Божественной литургии по византийскому обряду во Львове Папа Иоанн Павел II причислил Леонида Фёдорова к лику блаженных Католической церкви. День памяти в Римо-Католической церкви — 27 июня, а в Российской католической церкви византийского обряда — 7 марта (22 февраля по юлианскому календарю, принятому в РКЦВО).
14 декабря 2009 года в Кирове состоялась конференция «Блаженный Леонид Фёдоров: память и наследие», приуроченная к 130-й годовщине со дня рождения Л. И. Фёдорова.